# قطعنامه ۱۰۶۸ شورای امنیت
قطعنامه ۱۰۶۸ شورای امنیت سازمان ملل متحد که در تاریخ ۳۰ جولای ۱۹۹۶ تصویب شد، سندی بین‌المللی دربارهٔ بررسی وضعیت خاورمیانه است. این قطعنامه طی نشست ۳۶۸۵ام با ۱۵ رای موافق، ۰ مخالف و ۰ ممتنع تصویب شد.